# 司政官シリーズ
『司政官シリーズ』（しせいかんシリーズ）は、眉村卓によるSF小説のシリーズで、眉村の代表作。最初の短編「炎と花びら」が1971年に発表されて以降、『引き潮のとき』まで、中短編7作、長編2作が書かれている。
眉村が唱え、自らの創作原理としている「インサイダー文学論」の集大成といえる作品群である。

## 概要
作品の舞台は、地球人類が宇宙へ進出し、数多くの惑星へ植民している時代である。「司政官」とは、そうした惑星を征服し、軍政を布いてきた「連邦軍」に代わって、「連邦経営機構」が惑星統治のために派遣する官僚である。司政官は厳しい選別と訓練課程を経て、統治技術と使命感を身に着けたエリート官僚であり、植民世界の発展と先住種族との融和を図るべく、植民惑星にただ一人赴任し、ロボット官僚群を駆使して統治に当たる。
『司政官シリーズ』は、矛盾もはらんだこの司政官制度の発足当初から、制度の形骸化・弱体化が進んだ時代までを年代記的に扱っている。各作品は、それぞれの時代・惑星における一人の司政官を主人公として、徹頭徹尾その司政官の視点から描かれている。
世界観や諸設定はアイザック・アシモフの『ファウンデーションシリーズ』および『トランター三部作』に大きく影響を受けている。特に『消滅の光輪』はトランター三部作の一作『宇宙気流』からプロットを借用しており、アシモフに捧げられている。

## シリーズ作品
中短編7作と『消滅の光輪』『引き潮のとき』の長編2作が書かれている。いずれも『SFマガジン』（早川書房）に掲載された。

### 中短編
- 「炎と花びら」「遥かなる真昼」「遺跡の風」「限界のヤヌス」の4作は単行本『司政官』に収録された（早川書房、1974年／ハヤカワ文庫JA、1975年／JDC（単行本）、1992年）
- 「照り返しの丘」「扉のひらくとき」「長い暁」の3作は単行本『長い暁』に収録された（早川書房、1980年／ハヤカワ文庫JA、1982年）
- のち、これら7作を作中の年代順に配列して1冊にまとめた『司政官 全短編』が刊行された（創元SF文庫、2008年）

#### 炎と花びら
それまで軍政下にあり原住民サルルニアが虐げられていた惑星サルルニンに赴任したクロベ・PPK・タイジは、野生のサルルニア自立体とテレパシーでの接触を偶然体験し、その知性と誇り高さに感銘を受ける。彼はその自立体と交流を深めるうちに、奇妙な感情を抱くようになる。
- 掲載：1971年10月臨時増刊号
- 舞台
  - 惑星：第九二五星系サルルニン。浅い湖がいたるところにあるが海は無く、地表は大半が湿原となっている。K型太陽の電磁波による影響で独自の進化を遂げた奇妙な植物が大繁茂しており、動物は存在しない。秋の初めに数日間強い季節風が吹く。地軸は約30度。
  - 原住者：真正サルルニアおよび亜サルルニア。亜サルルニアの知能は犬か馬並み。根の役割も果たす十数本の脚で移動することができる植物。自立体は円筒形の形状で体長は1～1.50m。ゼリー状の視覚器官を持つ。また、光合成はおこなわず、頭頂部の孔から激しい呼吸をする。真正サルルニアは深緑の、亜サルルニアは黄色か茶色っぽいの茂みの元木を中心に農場を有するコロニーをつくって生活し、他のコロニーの構成員と縄張りを巡って争うこともある。コロニー間には本家・分家の格式や何段階もの支配機構がある。サルルニアは頭頂部の呼吸のための孔から水蒸気を噴出しての発音で交信するが、これは他のコロニーの構成員との間で使われる方法であって、同じコロニーの構成員同士とはテレパシーを使って交信できる。コロニーで1シーズン過ごした自立体は元木に結合して開花し、直径2～3mの巨大な花となって秋の季節風に乗って飛翔する。そして、着地した花に精虫が入りこんで受精し、幼生体が誕生する。幼生体は元いたコロニーの元木を目指して下等植物を食べながら旅をする。乾燥期が来るまでに元木にたどり着けなかった幼生体は精虫に変化してしまう。コロニーに帰着した幼生体は、コロニー全体の記憶バンクの役割を持つ元木に2、3シーズン結合して知識を蓄え、感覚を磨きながら成長し、やがて元木から分離して自立体となる。自立体となった後は、他の植物を摂取して生活し、元木は水分補給の基地として使用する。真正サルルニアが亜サルルニアと異なる点は、知能を喪失する開花の時期を自分の意志で何シーズンでも延期出来ることにある。このことにより、真正サルルニアはコロニーの知的レベルを上げることに成功している。
  - 植民者：不在
  - 統治方式：第三段階B型 - 当該惑星を可能な限り本来の姿に復元し、司政官の干渉は最小限にとどめる。
  - 司政官制度発足からの経過年数：10年前後。

#### 遥かなる真昼
オキ・PPK・ナスカは連邦から原住者・ネネギアの文明化を指令されていた。しかし、彼は陰気な惑星であるネネギンも、そこに住むネネギアや植民者たちのことも憎んでいた。彼はネネギアの最大集落であるピジャジャスタを訪問し、筆頭行政官・グゲンゲと会見する。グゲンゲは改革者であった。
- 掲載：1973年2月号
- 舞台
  - 惑星：ネネギン。厚い雲に覆われ、常に雨が降りつづけ、闇に包まれている陰気な惑星。
  - 原住者：ネネギア。泥の中を泳ぐほか、直立歩行も可能な両棲類が進化したような生物。身長は1m50cmほど。集落全体を柵や垣で囲い水門からしか集落に入れないようにしている。集落の中は水路が伸びており、付近に水門と柵で囲み、堆を有するネネギアたちの「家」があり家長が堆を占有している。集落には中央堆があり、それが行政機関が置かれている場所である。集落の構成員は筆頭行政官、上級行政官、中級行政官、一般行政官、大家長、中家長……最下層民、奴隷などの多くの身分に分かれ、身分によって役割が異なる。「ペダ」という長い布状のものを頭部に縫い付け、その数の多さで身分を示す。ネネギアは泥の中でも活動が可能な鋭敏な触覚や聴覚を持つ。他集落と生簀・漁場の魚やネネギアを巡って戦争になることがあるが、集落間が継続的な支配・被支配の関係になることはない。一部の先進的な集落ではネネギアが好むの魚の目玉が貨幣として使われている。最大集落は人口約7千人のピジャジャスタ。
  - 植民者：司政庁非公認の植民者たちが存在。自分たちのことをネネギン王国の貴族、司政官のことを国王と称している。一方で、ネネギアたちのことをその形状から「ブタガエル」という蔑称で呼び、不公正な取引まで行っている。
  - 統治方式：第三段階C型 - 原住者の文明化の達成。
  - 司政官制度発足からの経過年数：40年前後。

#### 遺跡の風
平穏で特に大きな問題のないタユネインに赴任して7年目になるカゼタ・PPKB・モロは、この惑星で過ごすうちに覇気を失いつつあることを自覚していた。彼はこのような状態で、近く各惑星の司政が適正に行われているかをチェックする巡察官と、司政官候補生たる待命司政官が到来することを懸念していた。そんな時、タユネイン最大の都市であるユサ市において大規模な幽霊騒ぎが発生する。
- 掲載：1973年5月号
- 舞台
  - 惑星：タユネイン。多くの種類の花が咲き乱れる美しい惑星。時折、謎の幽霊騒ぎが発生する。
  - 原住者：人類とは全く異なるタイプの高度な文明を持っていたとされるが、数千年前に死滅した。学者たちの想像図では身長1mほどで、ミミズクが両手を持ったような外見。
  - 植民者：闘争心に乏しく、穏やかな人々が多い。最大都市は人口約7万人のユサ市。
  - 統治方式：第四段階SⅡ型 - 既に確立した植民地経済の領導。司政官の自由裁量権が大きい。
  - 司政官制度発足からの経過年数：50年前後。

#### 限界のヤヌス
セイ・PPKC・コンダは、植民者たちの間に広がる司政庁のロボット排撃と、植民者と原住者の間で行われている密貿易への対処に頭を悩ませていた。そんな中、セイは元司政官で現在は植民者社会の指導者にのし上がったミシェルと出会う。ミシェルはガンガゼンを完全自治の惑星にするための陰謀を企てていた。セイは連邦と担当惑星、原住者と植民者の間で板挟みとなり苦悩する。それは司政官制度が持つ問題であった。
- 連載：1974年1月号 - 2月号
- 舞台
  - 惑星：ガンガゼン。多量の金属元素が存在するため、この惑星に住む生物は金属が身体に及ぼす作用による皮膚の硬質化という宿命を持つ。
  - 原住者：ガンガゼア。バベル大陸に存在。伝統を重んじ、必要以上に道具を開発したり使用したりするのを嫌う。彼らは死に対して鈍感であり、あまり死を恐れていない。2、30年ほど生きたガンガゼアは皮膚が硬質化し、戦闘力や判断力が増大した〈ド〉となり自分たちの部族国家を率いる存在になる。ガンガゼア社会では戦争や傷病による死亡者が非常に多いため、〈ド〉はガンガゼア7千から8千人に対し1人程度しかしない。ガンガゼア社会には約200の部族国家が並び立ち、その人口は最大規模で14、5万人、最小規模では7、8千人ほどである。部族を率いる〈ド〉たちは出身の同族体や先任・後任に関係なく対等であり、〈ド〉の数が増えすぎて統治機関が機能不全をきたしたり、一人一人の〈ド〉の権限が縮小すると、分派して新国家を創るか、他の部族に侵攻し、現地の〈ド〉を殺害して、新たに〈ド〉を送り込む傾向がある。部族に多大な功労のあった〈ド〉の遺体は遺体保存所に祀られ、他の部族を含む全ガンガゼアから神聖視される。
  - 植民者：ランホリンクス島群の9つの大島に9つの自治体を形成しており、豊富な金属資源を生かして工業化を推進している。近年、司政庁のロボット排撃と自治権獲得活動が活発化している。総人口約1千万人弱。
  - 統治方式：第五段階A型 - 適正規模の自治体が何を行おうと、司政原則に抵触しないかぎり容認する。植民者たちにとってもっとも自由なかたち。
  - 司政官制度発足からの経過年数：70年前後。

#### 照り返しの丘
惑星テルセンに駐屯していた連邦軍がつい先日撤退した。軍はこの惑星に多数存在するロボットであるS=テルセアに対する調査を強行したあげく、失敗していた。強い自負心を抱く司政官2期生ソウマ・PPK・ジョウは、S=テルテアや元々存在していた支配種族の実態を解明してみせると意気込み、S=テルセアの存在する「エリア」のひとつにロボット官僚達を率いて調査に向かう。
- 掲載：1975年2月号
- 舞台
  - 惑星：第四五七星系第二惑星テルセン。無数の内海を持つ巨大な大陸（本土）が一つある他は、いくつかの島々で構成されている。大陸の大地は四角錐状に舗装されている他、ところどころに電波塔のある大きな森が存在する。地軸は8度。母星はG型太陽。
  - 原住者：現在は知的生命体は存在せず、S=テルセア（テルセアの後継者の意味）と名付けられたロボットが本土にのみ存在する。銀色の金属製で、四角柱に四角錐を乗せたような形状を持つ大型の四足歩行ロボット。体長は3m弱。「エリア」ごとにわかれて存在している。かつての主人たちが存在しなくなった後も、仲間のS=テルセアを補充しながら活動を続けている。普段はのんびりと行動しているが、侵入者に対しては意外なほどの敏捷性や攻撃能力を発揮する。仲間同士や、司政官の部下のロボットとパルスで通信できる。
  - 植民者：不在。連邦軍の撤退直後。
  - 司政官制度発足からの経過年数：発足後数年。

#### 扉のひらくとき
シゲイ・PPK・コウはすでに2つの惑星の担当を大過なく務めた司政官である。かつては司政官制度の意義を認めようとしない者たちへの怒りを原動力にして職務に邁進していたが、近頃はもはや自分には予期せぬことは起こらないのではないかという気持ちから来る倦怠感を自覚していた。そのような思いを振り払いつつ、原住者の定期移動を注視していたシゲイに対し、登録表現家であるグレイス・グレイスンという女性が面会を求めてくる。
- 連載：1975年7月号 - 8月号
- 舞台
  - 惑星：第一〇四星系第一惑星ゼクテン。A、B、Cの3つの大陸が存在する。1日は地球と同じ24時間だが、1年は480日。母星はF型太陽。
  - 原住者：ゼクテア。B大陸とC大陸に存在する。身長は1m20～30cmほど。成長がとても速い。前頭部に男は1本、女は2本の角が生えており、ずんぐりとしている小柄な鬼といった印象。筒袖の着物のようなものを着ている。山脈や河川によって分けられた領域の数に対応した130ほどの部族に分かれる。部族によって食習慣の違いがはなはだしく、食物のレパートリーが極めて少ない。連作障害によって主食作物の収穫が激減すると、栽培に適した土地を求めて、2年に1度、惑星中のゼクテアが一斉に大移動を行う。普段は温厚で友好的だが、慢性的な栄養失調状態になると凶暴な性格に変わる。感情に連動して色が変化する皮膚を持つ。
  - 植民者：不在。
  - 統治方式：第二段階 - 準戦時体制。攻撃されれば反撃する。換言すれば司政機構に影響がない限り、原住者のなすがままに任せる。
  - 司政官制度発足からの経過年数：20年前後。

#### 長い暁
連邦軍による強引な惑星統治の弊害を改めるため、連邦経営機構は新たに司政官制度を発足させ、惑星ミローゼンには司政官1期生であるヤトウ・PPK・キーンが赴任した。しかし、制度発足直後の司政官は実績皆無な上、司政機構も弱体で、実質的には駐屯軍の食客にすぎなかった。ヤトウは漂流していたところを救助した原住者の送還を口実に、原住者社会の調査に向かう駐屯軍のメンバーに同行し、司政官直属のロボット官僚・SQと共にヤ・ゴ・デ島の集落の一つであるタガノヤの地を踏む。ヤトウは、あわよくばこの調査の中で自分たち司政官の存在意義を少しでも実証しようとの思いを胸に抱いていた。
- 連載:1980年2月号 - 9月号
- 舞台
  - 惑星：第二〇一番星系第二惑星ミローゼン。大海進の時期にある。高温多雨。大陸が一つもなく、様々な大きさの数万の島々が存在する。地軸は30度。
  - 原住者：ミローゼア。身長は1m強ほど。顔をしかめた小鬼のような印象。島群域ごとに排他的・閉鎖的な生活圏を構成して暮らし、外来者との交流は好まない。本作の舞台であるタガノヤは、基地島の東北方のA海域Ⅱグループ4号島とされているヤ・ゴ・デという島の一集落である。同島には5つの集落が存在する。タガノヤでは行政を担当するのはクリブ、クリブヤ、リブヤと称される者たちで、それぞれ服装が異なる。集落の頂点には7つの家から選出され、ダ・ガと呼ばれる建物に住まうカルダガという存在がいるが、宗教的・象徴的存在であり、実権はクリブ以下の行政担当者たちが持っている。タガノヤでは青色をダガの色として神聖視しており、支配層の着ている服は青色であり、ダ・ガ始め公共建築物も青く塗られている。ヤ・ゴ・デ島の他の集落と戦争をする際には、様々な掟を守りながら戦う必要がある。
  - 植民者：不在。人間60人、ロボット150体規模の連邦軍が駐屯中。
  - 司政官制度発足からの経過年数：発足直後。

### 消滅の光輪
マセ・PPKA4・ユキオの司政官としての最初の任地は、太陽が新星化の危機を迎えようとしている惑星ラクザーンであった。マセは、ラクザーンの全住民を他の惑星へ移住させるという空前のプロジェクトを、かつての強大な権限を失いつつある司政官制度の下で遂行しなければならなかった。
- 連載：1976年2月号 - 1978年10月号
当初は中篇の予定で連載が始められ、第1回は「前篇」、第2回は「中篇」だったが、第3回は「後篇・その1」となり、その後延々とカウントアップして一大長編となり、2年半余りを費やしてようやく完結した。
- 舞台
  - 惑星：第八十九星域第一三二五星系第一惑星ラクザーン。中心部にあるツラツリ大陸を含め5つの大陸が存在する。母星はF0型であり、新星の前段階にある。自転周期は28時間（14ルーヌル）、公転周期は509日（ルーヌ）、1年を1レーンと称する。連邦の辺縁部に存在する。司政庁発行通貨は不換紙幣のラックス。
  - 原住者：ラクザーハ（先住者と呼ぶ）。本惑星の優者赤道占拠現象により、南北の緯度40度の範囲内にしか存在しない。緑色の髪をしており、基本的に温厚な性格で各地に独立した居住地区がある。チュンと呼ばれる指導者たちがおり、彼らは白と黒との細かい格子縞の腰をしぼったような服を着て、服に陶器製のバッジを付けている。金の細片を含む秤量貨幣のチェンを使用している。
  - 植民者：植民開始から50年程度しか経過していない新興の惑星であるが、主要産業である3種類の海藻の採取・販売によって急速に発展した。最大都市はツラツリット。総人口は推定988万人。
  - 司政官制度発足からの経過年数：120年前後。
- 単行本：早川書房、1979年／ハヤカワ文庫JA、1981年（3分冊）／ハルキ文庫、2000年（3分冊）／創元SF文庫、2008年（2分冊）
- 1979年に第7回泉鏡花文学賞、第10回星雲賞を受賞した。

### 引き潮のとき
キタ・PPK4・カノ＝ビアは、自らの出身惑星であるタトラデンの司政官に任じられる。この異例の人事の裏には、タトラデンを中心とする星区の連邦経営機構からの独立・ブロック化の動きを阻止するという、極秘の使命があった。キタは、故郷への愛憎を秘め、タトラデンの人々にも、己の配下であるロボット官僚にも真の目的を明かさぬまま、司政官として表と裏の任務を遂行する。
- 連載：1983年2月号 - 1995年2月号
- 舞台
  - 惑星：第一〇〇三星系第三惑星タトラデン
  - 原住者：ブバオヌ
  - 植民者：存在
  - 司政官制度発足からの経過年数：150年前後。
- 単行本：早川書房、1988年 - 1995年（5分冊）／黒田藩プレス、2006年 - （新書版、既刊2冊）
  - シリーズで唯一、単行本以外に完全な形での刊行がなく、また文庫化もされていない。
- 1996年に第27回星雲賞を受賞した。
- 連載12年、単行本5巻の大作だが、作者は『司政官 全短編』のあとがきで「『引き潮のとき』については、もっと長く書きたかったのだ」と記している。

## ロボット官僚

### SQ系
- SQ1：次官ロボット。惑星の全ロボット官僚を統括し司政官を補佐する。司政制度初期は移動能力を持っていたが、次第に巨大化し、司政庁に固定されるようになる。某惑星の反乱の際、司政庁に侵入した反乱者によるSQ1の爆破事件が起きてからは、司政庁の地下で厳重に守られている。SQ系のロボットは判断力に優れる。
- SQ2A系：チーフのSQ2AはSQ1に次ぐナンバー2のロボットで、司政官外出時の随行隊長兼通訳担当。SQ1とやり取りが出来るスピーカーが付いている。
- SQ2B系：司政庁内の公務室・私室における司政官付き。来訪者の案内も担当。チーフのSQ2Bは司政庁に内蔵されている。
- SQ2C系：上級ロボット。
- SQ2D系：上級ロボット。予備用。待命司政官や巡察官に貸与されることがある。
- SQ2E系：同上。
- SQ2F系：同上。
- SQ3系：上級ロボット。遊軍的存在で公式の命令系統を持たないが、司政官とSQ1の指令があると、部下とともに指定された命令系統に入り任務完遂まで当該任務に従事する。

### LQ系
- LQ系：機動力に優れ、護衛任務を主として担当する。かつての全自動重戦車以上の判断力と戦闘力を持つ。当初は司政庁における司政官の世話も担当していたが、SQ系にとって替わられ、地方における行政・警備担当となる。妥協を嫌い、原則固守の特性を持つ。

### LQQ系及びLX系
- LQQ系：LQ系よりもさらに判断力に劣るが、神経麻痺線を装備しており、司政官の護衛や警備担当。
- LX系：神経麻痺銃を装備している。

### LQX系及びLQS系
- LQX系：LQQ系よりも強力な破壊力を持つ軽量遊撃ロボット。
- LQS系：同上。

### MM系及びRR系
- MM系：自動事務機。
- RR系：同上。

### その他のロボット
- LQA系：治安部隊とされているが、実際は司政官が統帥する軍隊。1000体で1大隊を構成し、大隊ごとの独立性が強い。
- 戦闘専担ロボット：大型の指揮機を含む51機で1セット。普段は制限されているが、レーザー攻撃など、人間を殺傷する能力を持つ。
- 司政官機：司政官が移動用に搭乗する機体で、地上走行も飛行も可能。SQ1とやり取りが出来るスピーカーが付いている。

## シミュレーションゲーム
ツクダホビーから発売されていたウォー・シミュレーションゲーム『司政官』は本シリーズを原作とする。
ロゼという原作にはない、オリジナルの惑星を舞台とし、「司政官」「原住民」「植民者」「連邦事業体=連邦軍」の4プレーヤーでプレイする。「原住民」と「植民者」はそれぞれの生存エリアを拡張し、「連邦事業体=連邦軍」が整備するインフラに雇用されるなどで勝利ポイントを得る。「連邦事業体=連邦軍」はインフラを整備し、資源を売却することによって勝利ポイントを得る。これら3プレーヤーはほかのプレーヤーよりも多くの勝利ポイントを稼ぐことで勝利を目指すが、「司政官」プレーヤーは、他の3プレーヤーの行為をロボット官僚ユニットを駆使してキャンセルさせるなどの行為が可能となっており、3者の勝利ポイントの均衡を一定範囲内に保つことが勝利条件となる。4者ともそれぞれの戦闘ユニットを作ることができ、武力紛争の局面を迎えることもある。